# Olga Minéyeva
Olga Minéyeva (Rusia, 1 de septiembre de 1952) es una atleta soviética retirada, especializada en la prueba de 800 m en la que llegó a ser subcampeona olímpica en 1980.

## Carrera deportiva
En los JJ. OO. de Moscú 1980 ganó la medalla de plata en los 800 metros, con un tiempo de 1:54.81 segundos, llegando a la meta tras su compatriota Nadezhda Olizarenko que con 1:53.43 s batió el récord del mundo, y por delante de otra soviética, Tatiana Providójina (bronce).